# غشای زیستی

یک برش مقطعی از ساختارهایی که توسط فسفولیپیدها در محلول آبی ایجاد می‌شوند. لیپوزوم، ریزلقمه (Micelle)، و یک غشاء دولایه لیپیدی.

غشای زیستی یا زیست‌غشا یا ممبران (به انگلیسی: Biological membrane) یک غشای محصورکننده یا جداکننده است که به عنوان یک سد غشای نفوذپذیر غربالشی در موجودات زنده عمل می‌کند. غشاهای زیستی، به شکل غشای سلولی یوکاریوتی، از یک غشاء دولایه لیپیدی و فسفولیپید با پروتئین پوسته‌ای درونی جاسازی شده، پروتئین پوسته‌ای درونی و محیطی استفاده می‌شوند که در ارتباط‌ها و حمل و نقل مواد شیمیایی و یونها مورد استفاده قرار می‌گیرند. بخش عمده‌ای از لیپیدها درون غشای سلولی فضای روانی غشا را برای چرخش بهتر پروتئینها؛ برای عملکرد فیزیولوژیکی پخش و پراکنده‌شدن، فراهم می‌کند. پروتئین‌ها: با محیطی با سیالیت غشایی بالا، لایه لیپیدی با حضور یک پوستهٔ لیپیدی حلقوی، متشکل از مولکول‌های چربی که کاملاً محکم به سطح پروتئین پوسته‌ای درونی وصل شده‌اند، سازگار هستند. غشای سلولی با بافت‌های ایزوله شده توسط لایه‌های سلول مانند غشای مخاطی، غشای پایه و غشاهای سروز متفاوت است.